# Stefano Zaccaria
Stefano Zaccaria (... – 1424) era il fratello minore dell'ultimo principe di Acaia, Centurione II Zaccaria, e arcivescovo latino di Patrasso dal 1404 fino alla sua morte nel 1424.

## Biografia
Stefano era il più giovane dei quattro figli di Andronico Asen' Zaccaria, Gran Conestabile di Achea e Barone di Chalandritsa e Arcadia. Nel 1404 fu eletto arcivescovo latino di Patrasso. Nell'aprile del 1404, il fratello maggiore di Stefano, Centurione II Zaccaria, riuscì a sostituire sua zia, Maria II Zaccaria, come sovrano del Principato di Acaia.
Nonostante la parentela, Centurione e Stefano non furono sempre allineati: nel 1406-07, Stefano si alleò con Carlo I Tocco e il despota bizantino della Morea, Teodoro I Paleologo, nei tentativi falliti di quest'ultimo di rovesciare Centurione e conquistare i suoi domini. Nel 1408 Stefano, minacciato dalle crescenti incursioni ottomane nel Peloponneso e alle prese con difficoltà finanziarie, decise di affittare l'amministrazione di Patrasso alla Repubblica di Venezia per cinque anni, in cambio di un canone annuo di 1000 ducati. Questa mossa rispondeva agli interessi strategici della Repubblica, poiché insieme a Lepanto, Patrasso le dava il controllo dell'ingresso al Golfo di Corinto. Nel 1418, minacciato dall'avanzata dei Bizantini in Messenia, Stefano si rivolse ancora una volta a Venezia per ottenere protezione, chiedendo a Venezia di inviare truppe da Negroponte per presidiare Patrasso. La Repubblica accettò, ma le truppe veneziane dovettero ritirarsi nel 1419 per l'opposizione del Papa, preoccupato che Patrasso, un possedimento della Chiesa, cadesse definitivamente sotto il controllo veneziano.
Di fronte alle nuove offensive dei Bizantini, all'inizio del 1422, sia Centurione che Stefano contattarono i Cavalieri Ospitalieri, offrendo loro di cedere i propri domini, ma gli Ospitalieri rifiutarono di farsi coinvolgere, adducendo i loro impegni contro gli Ottomani nell'Egeo sud-orientale. Venezia cercò allora di intervenire e di acquistare l'intero Peloponneso dai vari governanti locali, o almeno di organizzare una lega efficace contro la minaccia ottomana, ma i negoziati del 1422-1423 non portarono ad alcun risultato.
L'8 gennaio 1424, sul letto di morte, Stefano pose Patrasso sotto la protezione di Venezia, ma il Papa, che continuava ad opporsi alla crescente influenza veneziana nell'area, nominò Pandolfo Malatesta come successore di Stefano al posto di un ecclesiastico veneziano. Cinque anni dopo, Patrasso sarebbe caduta sotto il Despota della Morea, Costantino Paleologo.

## Ascendenza
|                          |   |                        | Genitori           |  |  | Nonni |  |  | Bisnonni         |  |  | Trisnonni          |  |
|                          |   |                        |                    |  |  |       |  |  | Martino Zaccaria |  |  | Paleologo Zaccaria |  |
|                          |   |                        |                    |  |  |       |  |  | Martino Zaccaria |  |  | Paleologo Zaccaria |  |
|                          |   | Giacomina Spinola      |                    |  |  |       |  |  | Martino Zaccaria |  |  |                    |  |
| Centurione I Zaccaria    |   |                        |                    |  |  |       |  |  | Martino Zaccaria |  |  |                    |  |
|                          |   | Jacqueline de la Roche | Renaud de la Roche |  |  |       |  |  |                  |  |  |                    |  |
|                          |   | Jacqueline de la Roche | Renaud de la Roche |  |  |       |  |  |                  |  |  |                    |  |
|                          |   | Jacqueline de la Roche | …                  |  |  |       |  |  |                  |  |  |                    |  |
| Andronico Asen' Zaccaria |   | Jacqueline de la Roche |                    |  |  |       |  |  |                  |  |  |                    |  |
|                          |   | …                      | …                  |  |  |       |  |  |                  |  |  |                    |  |
|                          |   | …                      | …                  |  |  |       |  |  |                  |  |  |                    |  |
|                          |   | …                      | …                  |  |  |       |  |  |                  |  |  |                    |  |
| …                        |   | …                      |                    |  |  |       |  |  |                  |  |  |                    |  |
|                          |   | …                      | …                  |  |  |       |  |  |                  |  |  |                    |  |
|                          |   | …                      | …                  |  |  |       |  |  |                  |  |  |                    |  |
|                          |   | …                      | …                  |  |  |       |  |  |                  |  |  |                    |  |
| Stefano Zaccaria         |   | …                      |                    |  |  |       |  |  |                  |  |  |                    |  |
|                          | … | …                      |                    |  |  |       |  |  |                  |  |  |                    |  |
|                          | … | …                      |                    |  |  |       |  |  |                  |  |  |                    |  |
|                          | … | …                      |                    |  |  |       |  |  |                  |  |  |                    |  |
| …                        | … |                        |                    |  |  |       |  |  |                  |  |  |                    |  |
|                          |   | …                      | …                  |  |  |       |  |  |                  |  |  |                    |  |
|                          |   | …                      | …                  |  |  |       |  |  |                  |  |  |                    |  |
|                          |   | …                      | …                  |  |  |       |  |  |                  |  |  |                    |  |
| …                        |   | …                      |                    |  |  |       |  |  |                  |  |  |                    |  |
|                          |   | …                      | …                  |  |  |       |  |  |                  |  |  |                    |  |
|                          |   | …                      | …                  |  |  |       |  |  |                  |  |  |                    |  |
|                          |   | …                      | …                  |  |  |       |  |  |                  |  |  |                    |  |
| …                        |   | …                      |                    |  |  |       |  |  |                  |  |  |                    |  |
|                          |   | …                      | …                  |  |  |       |  |  |                  |  |  |                    |  |
|                          |   | …                      | …                  |  |  |       |  |  |                  |  |  |                    |  |
|                          |   | …                      | …                  |  |  |       |  |  |                  |  |  |                    |  |
|                          |   | …                      |                    |  |  |       |  |  |                  |  |  |                    |  |